# Alejandro Dolina

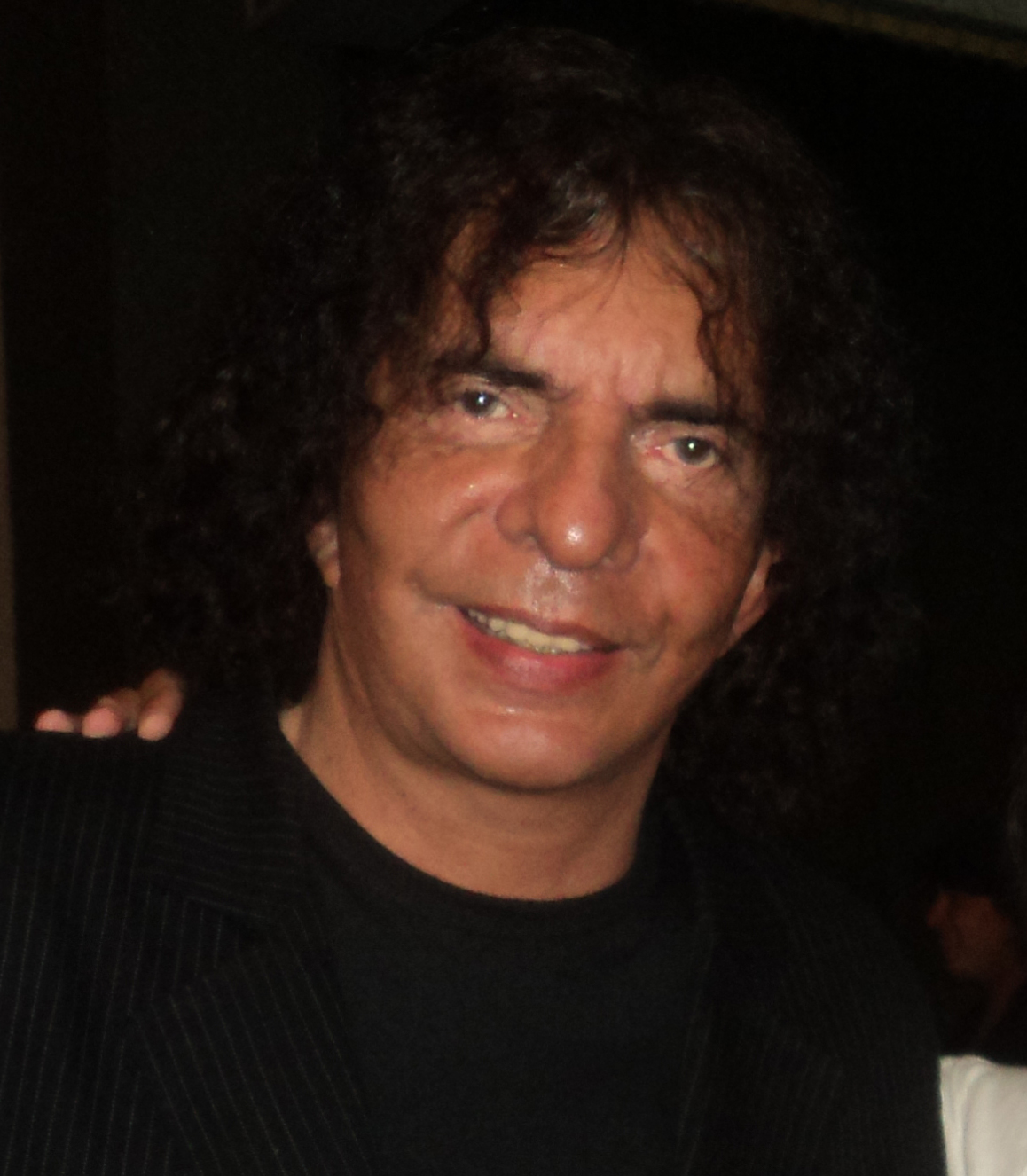
Alejandro Dolina, 2012

Alejandro Dolina (* 20. Mai 1944 in Baigorrita, Argentinien) ist ein argentinischer Moderator, Musiker und Schriftsteller.

## Leben
Dolina wurde in Baigorrita (Provinz Buenos Aires) geboren und wuchs in Caseros, einem Mittelschicht-Vorort von Buenos Aires, auf.
In den frühen 1970er Jahren arbeitete Dolina als Werbetexter und veröffentlichte seine ersten Artikel im Magazin „Satiricón“. Er arbeitete in dieser Zeit mit dem Comic-Autor Carlos Trillo zusammen.
Als 1978 Satiricón von der Militärdiktatur eingestellt wurde, wechselte Dolina zum „Humor“-Magazin. In diesen Jahren schrieb Dolina, der selber ein moderater Peronist war, Essays über Ehre, Liebe, Freundschaft und war Begründer des Mythos vom „Grauen Engel“ von Flores. Der Graue Engel war der fiktive Schriftsteller Manuel Mandeb, für den Manuel Evequoz Vorbild war. Die Geschichten wurden 1987 in den „Crónicas del Ángel Gris“ veröffentlicht und waren später Vorlage für ein Musical.
Mit der Rückkehr der Demokratie 1983 arbeitete Dolina als Moderator der Late Show „Demasiado tarde para lágrimas“ (Zu spät für Tränen) im Radio. 1987 wurde er in einer Umfrage einer Prime-Time-Fernsehshow zum besten Humoristen gewählt. 
1988 startete er die eigene Fernsehsendung „La Barra de Dolina“. 1990 und 1991 wurde die Fernsehsendung einmal wöchentlich gesendet, während seine tägliche Radiosendung pausierte. 1992 wurden beide Sendungen in „El Ombligo des Mundo“ umbenannt. 1993 wurde die Fernsehsendung eingestellt, während die Radiosendung ihren aktuellen Namen „La venganza será terrible“ (Die Rache wird fürchterlich sein) erhielt. 1991 wurde Dolina für den „Konex-Preis“ als bester Fernseh- oder Rundfunkmoderator nominiert.
Seine letzten Fernsehsendungen, insbesondere „Bar del Infierno“, waren weniger erfolgreich.
Dolina war immer bekannt für sein umfangreiches Wissen über den argentinischen Tango und ist ein recht guter Pianist und Sänger. Er war eine Schlüsselfigur bei der Wiederbelebung des Tangos durch seine Ansprachen, aber auch indem er bekannte Melodien mit ihren Titeln und Autoren im letzten Abschnitt seiner Radiosendung verband. Er produzierte und sang seine „criollische“ Oper „Lo que me costó el amor de Laura“ (Was ich für Lauras Liebe bezahlte). 

## Werke

### Romane
- Crónicas del Ángel Gris; Ediciones de la Urraca, (1988), mit Illustrationen von Carlos Nine
- Crónicas del Ángel Gris; Korrigierte und erweiterte Ausgabe; Colihue, 1996, mit Illustrationen von Hermenegildo Sábat
- El libro del fantasma; Colihue, 1999, mit Illustrationen von Carlos Nine
- Bar del Infierno; Planeta, 2005
- Cartas marcadas; Planeta, 2012

### Musicals
- Lo que me costó el amor de Laura (Opereta Criolla); Colihue, 1998
- Radiocine; Planeta, 2002

## Rundfunk, Fernsehen, Kino
Radio
- Demasiado tarde para lágrimas (1983–91)
- El ombligo del mundo (1992)
- La venganza será terrible (1993-)

TV
- La barra de Dolina (1991)
- Bar del Infierno (2003)

Kino (als Schauspieler)
- Die geheimen Gärten des Senor Lopez (Las puertitas del señor López; 1988; Stimme)
- El día que Maradona conoció a Gardel (1995)
- El arca (2007) (Stimme)